# Локалита Скункипани
Локалита Скункипани је насеље у Италији у округу Агриђенто, региону Сицилија.
Према процени из 2011. у насељу је живело 56 становника. Насеље се налази на надморској висини од 138 м.